# Cheers (Drink to That)
Cheers (Drink to That) (pol. Zdrowie (Wypijmy za to)) – piosenka pop-rock stworzona przez Jermaine Jacksona i Avril Lavigne na piąty studyjny album Loud, barbadoskiej piosenkarki Rihanny.

## Tło
Wydanie singla artystka potwierdziła na Twitterze. Rihanna od dawna chciała aby "Cheers (Drink to That)" został wydany jako singiel. Piosenka w formacie airplay została przesłana do kilku stacji radiowych w Stanach Zjednoczonych. Można ją pobrać również na stronie iTunes.com. Za produkcję utworu odpowiada grupa The Runners, która wykorzystała w nim sampel utworu "I’m with You" kanadyjskiej piosenkarki Avril Lavigne.
W Stanach Zjednoczonych i w większości krajów europejskich, zajmował on pozycję w pierwszej 10. Na „WFL” w Polsce singiel ten pojawił się w „propozycjach” do list przebojów, tj. w radiu RMF Maxxx w radiu Eska oraz w radiu Planeta FM.

## Krytyka
Mark Savage z BBC Music opisał piosenkę jako funkową, idealną na noc poza miastem. Rihanna dedykowała ją "wszystkim "the semi-alcoholics" (pół-alkoholikom) na świecie"

## Teledysk
17 sierpnia artystka na swoim Twitterze napisała: "CHEERS Longest video shot EVERRRRR!!!!......", co znaczy, że prace nad teledyskiem trwały najdłużej z jej dotychczasowych nagrań - aż 3 tygodnie. Jednakże teledysk nie jest najdłuższym teledyskiem artystki. Został wydany za pośrednictwem VEVO 25 sierpnia. Opowiada o szalonym życiu artystki i jej przyjaciół. W klipie wystąpili gościnnie Avril Lavigne, Kanye West oraz Jay-Z. Oficjalna wersja klipu miała premierę 27 sierpnia.

## Historia wydania
| Kraj              | Data            | Format |
| ----------------- | --------------- | ------ |
| Stany Zjednoczone | 2 sierpnia 2011 | Radio  |